# Rejon gurjewski (obwód królewiecki)
Rejon gurjewski (ros. Гурьевский район) – jednostka podziału administracyjnego wchodząca w skład rosyjskiego obwodu królewieckiego.
Rejon leży w zachodniej części obwodu, na Półwyspie Sambijskim, a jego ośrodkiem administracyjnym jest miasto Gurjewsk.